# Pahi (Nouvelle-Zélande)
Pahi  est une localité de la région du Northland, située dans l’île du Nord de la Nouvelle-Zélande.

## Situation
Elle est localisée à l’extrémité d’une péninsule au niveau du mouillage Kaipara Harbour (en), limitée par la crique de Paparoa Creek  vers l’ouest et la rivière Pahi vers l’est.
La ville de Paparoa est à 6 km vers le nord, et celle de Matakohe, est située à 4 km vers le nord-ouest , .

## Histoire
Pahi était un des multiples villages du mouillage de Kaipara Harbour (en), qui fut  établi par le groupe religieux connu sous le nom des  «Albertlanders». 
Port Albert près de la ville de Wellsford, fut le principal lieu de leur installation et la ville de Matakohe en fut un autre.

## Accès
Après la colonisation du bloc de «Paparoa» en 1863, une route fut construite en direction du port de Pahi en 1865.
Le vapeur  «Minnie Casey» effectuait un service hebdomadaire à partir de Pahi vers la localité d’Helensville sur le côté sud du mouillage de Kaipara dès l’année: 1882 et le S.S Ethel prit la relève à partir de 1891–1895, après quoi le service se limita à seulement Matakohe et Pahi.

## Loisirs
Pahi accueille la plus connue des régates annuelles - le club de Pahi Regatta Club fut établi en 1887 et une régate s'y est tenu tous les ans, excepté en 1925.
D'une durée de trois jours, l’évènement comprenait un parcours à la voile et plus tard des courses de bateaux à moteur, des sports d’enfants, des courses à pied, des épreuves aquatiques avec de l’aviron et des courses de chevaux dans l’eau d'une longueur de 0,5 milles (804,672 m) allant jusqu’à la localité de Whakapirau et retour.
Les courses de chevaux nageant dans l’eau de la baie, ont cessé après qu’un cheval et son cavalier se sont noyés en 2011.
La réserve de Pahi et le terrain de camping contiennent un arbre de type figuier de Moreton Bay ou Ficus macrophylla avec une circonférence de plus de 14 m, un des plus grands de cette espèce, connu dans le monde entier et considéré comme l'un des plus grands arbres exotiques de la Nouvelle-Zélande,.

## Galerie

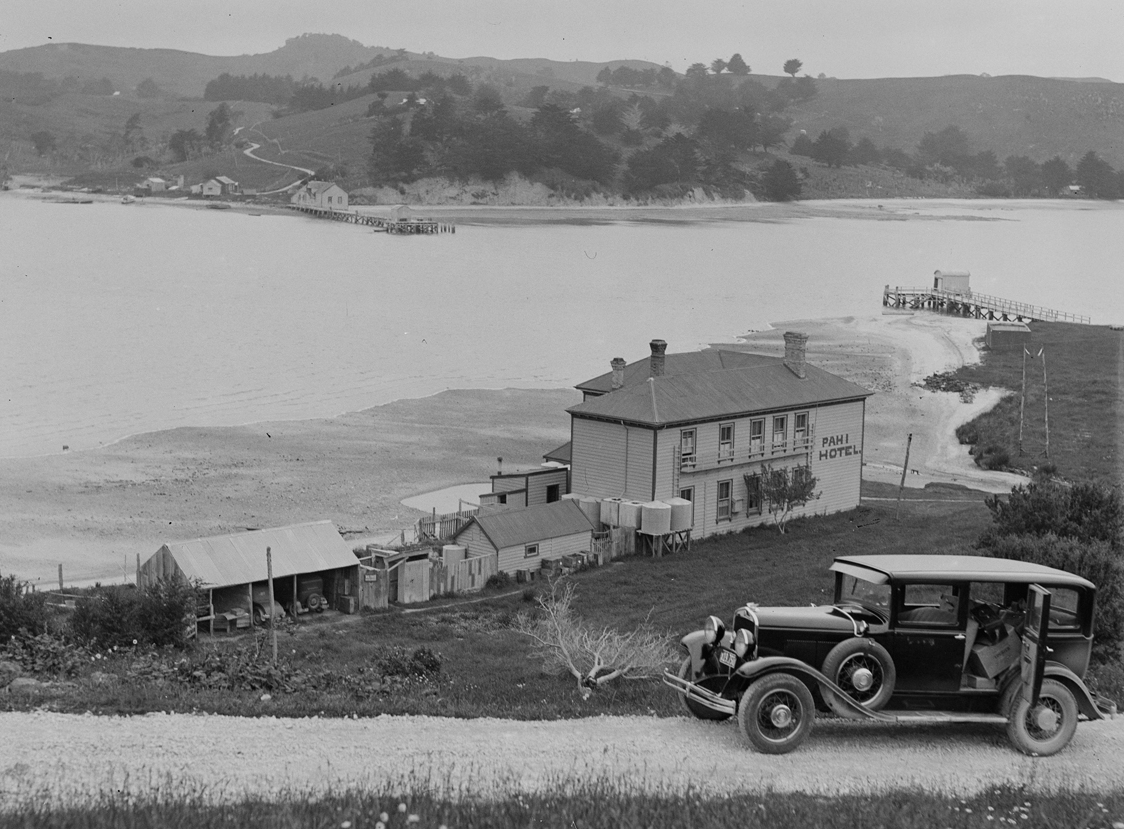
Vue de l’Hôtel de Pahi et de la ligne de côte du mouillage de Kaipara Harbour  vers 1940.
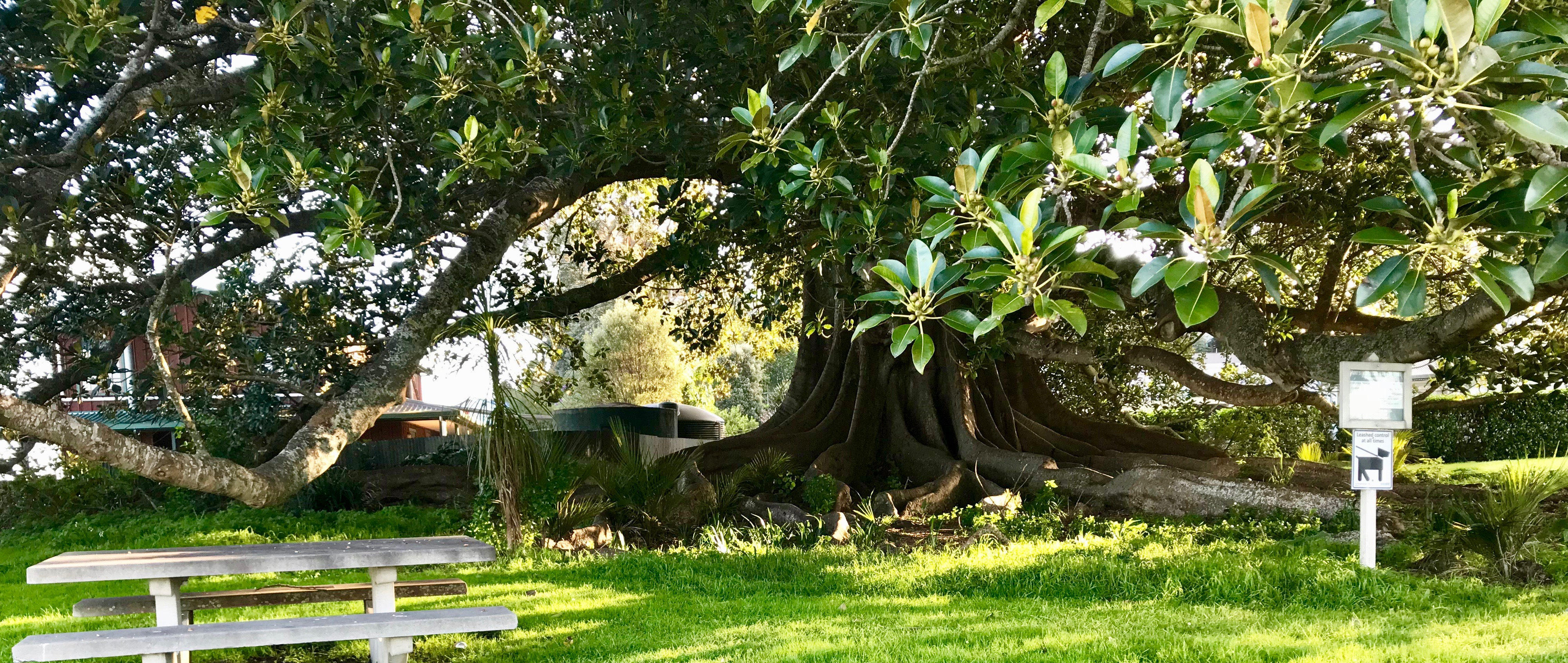
Le Ficus macrophylla ou figuier de Moreton Bay au niveau de la Réserve de Pahi.
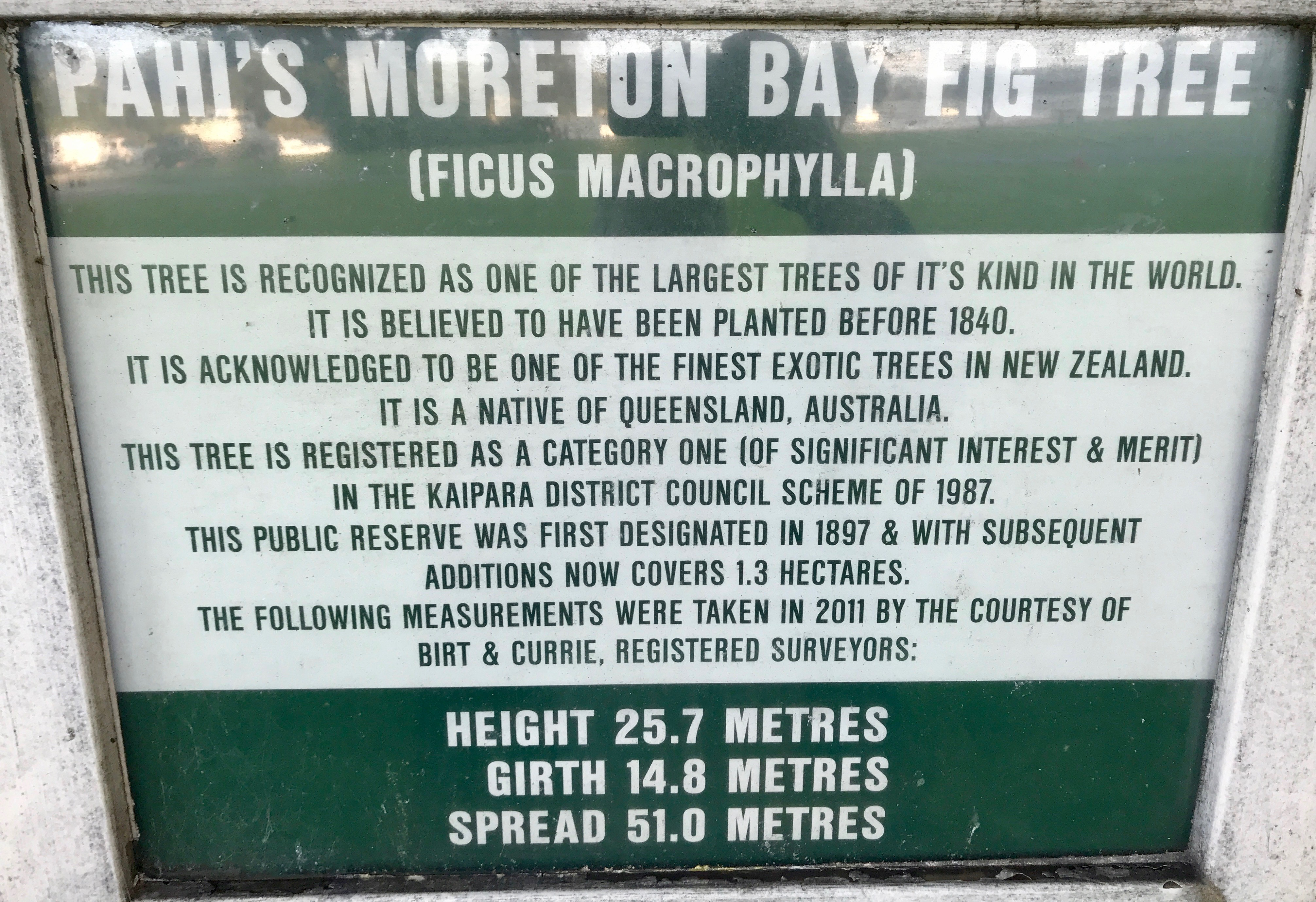
Signalisation du figuier et du front de mer au niveau de la baie de Pahi Moreton Bay